# Крушение парома в Занзибаре

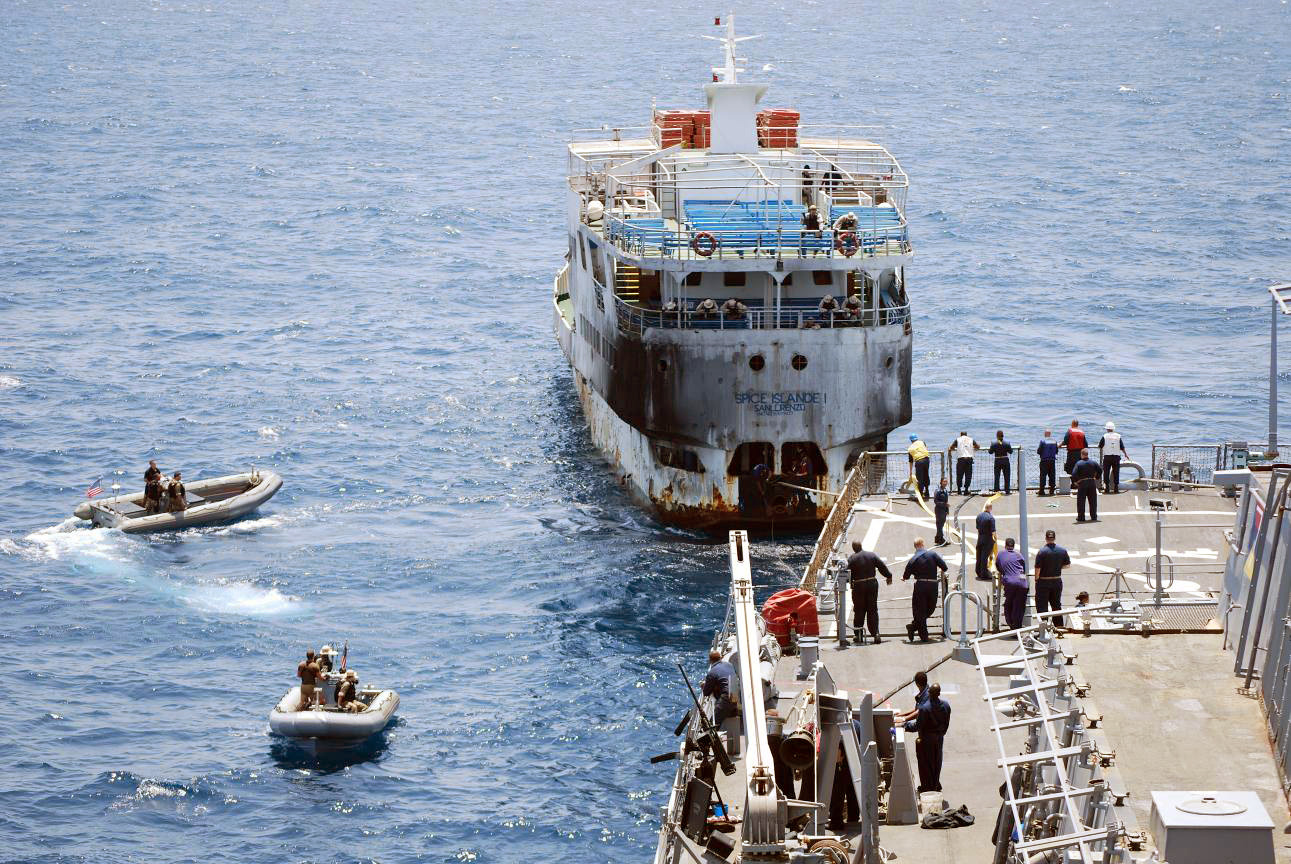
Отбуксировка затонувшего парома

Крушение парома MV Spice Islander I в водах архипелага Занзибар, у берегов Танзании, которое произошло 10 сентября 2011 года. В общей сложности, погибло 192 человека. 
Паром отчалил от острова Унгуджа в 21:00 по местному времени и направился к острову Пемба. Спустя 4 часа в 01:00 ночи по местному времени перевернулся, предположительно, из-за потери мощности двигателя. На борту находилось не менее 800 человек.